# Epidendrum brachyrepens
Epidendrum brachyrepens är en orkidéart som beskrevs av Eric Hágsater. Epidendrum brachyrepens ingår i släktet Epidendrum och familjen orkidéer. Inga underarter finns listade i Catalogue of Life.